# Thomas Oldham
Thomas Oldham (Dublin, 4 de maio de 1816 — Rugby, 17 de julho de 1878) foi um geólogo irlandês.

## Biografia
Thomas nasceu em Dublin, na Irlanda, em 1816. Ingressou na Universidade de Edimburgo, onde cursou engenharia civil, bem como geologia, sob a orientação do professor Robert Jameson. Em 1838, retornou à Irlanda para trabalhar como assistente de Joseph Ellison Portlock, enquanto estudava a geologia de Derry, na Irlanda do Norte e os arredores. No ano seguinte, tornou-se curador e secretário assistente da Sociedade Geológica de Dublin, bem como do Instituto de Engenheiros Civis da Irlanda.
Em 1844, foi indicado como professor assistente de engenharia no Trinity College, em Dublin.
Em 1850, casou-se com Louisa Matilda Dixon, de Liverpool. No mesmo ano, se demitiu da Sociedade Geológica e do Trinity College para trabalhar no Serviço Geológico da Índia. Foi o primeiro geólogo irlandês a imigrar para o subcontinente indiano. Seu irmão Charles o seguiu depois, além de mais outros 12 geólogos.

## Índia
Na Índia, foi o supervisor do programa de mapeamento que visava identificar as camadas produtoras de carvão no país. A equipe de Thomas fez grandes descobertas neste programa. Henry Benedict Medlicott cunhou o nome "Gondwana Series" em 1872. O filho mais velho de Thomas, Richard Dixon Oldham, identificou três tipos de ondas sísmicas produzidas por terremotos, baseando-se em observações feitas depois do Grande Terremoto de Assam, em 1897. Richard mostrou em 1905 os padrões iniciais das ondas e sugeriu que o núcleo do planeta fosse líquido. Seu filho mais velho, Henry, se tornaria geógrafo do Kings College, em Cambridge.

## Aposentadoria e morte
Thomas se aposentou de seu cargo na Índia em 1876 devido à saúde fragilizada e se mudou para Rugby, na Inglaterra. Em reconhecimento ao seu trabalho pioneiro, a Royal Society lhe conferiu a Medalha Real (1875). Thomas morreu em 17 de julho de 1878, aos 62 anos.